# Ligne Keihan Ishiyama Sakamoto
La ligne Keihan Ishiyama Sakamoto (京阪石山坂本線, Keihan Ishiyama Sakamoto-sen) est une ligne ferroviaire du réseau Keihan située à Ōtsu dans la préfecture de Shiga au Japon. Elle relie la gare d'Ishiyamadera à celle de Sakamoto-hieizanguchi.

## Histoire
Le chemin de fer d'Ōtsu ouvre la section entre Hamaotsu et Awazu en 1913 et la prolonge à Ishiyamadera en 1914. La section de Hamaotsu à Miidera ouvre en 1922 et la ligne arrive à Sakamoto en 1927. La ligne passe sous le contrôle de la Keihan en 1929.

## Caractéristiques

### Ligne
- Longueur : 14,1 km
- Écartement : 1 435 mm
- Alimentation : 1 500 V par caténaire
- Nombre de voie : Double voie

### Liste des gares

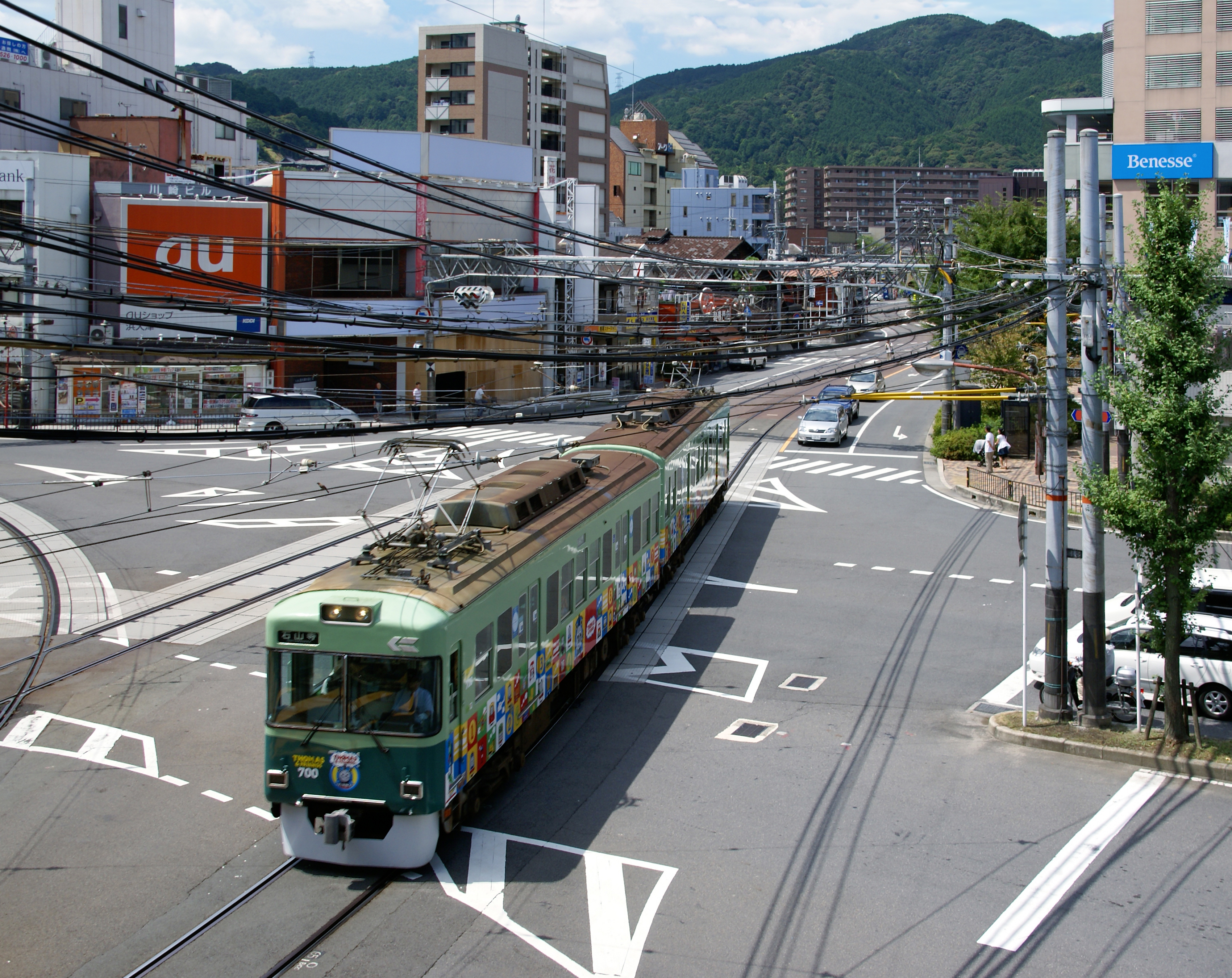
Section urbaine de la ligne vers Biwako-hamaotsu.

La ligne comprend 21 gares.
| Numéro | Gare                  | Nom japonais | Distance (km) | Correspondances               | Localisation |
| ------ | --------------------- | ------------ | ------------- | ----------------------------- | ------------ |
| OT01   | Ishiyamadera          | 石山寺       | 0             |                               | Ōtsu         |
| OT02   | Karahashi-mae         | 唐橋前       | 0,7           |                               | Ōtsu         |
| OT03   | Keihan-ishiyama       | 京阪石山     | 1,6           | JR West : Biwako (à Ishiyama) | Ōtsu         |
| OT04   | Awazu (ja)            | 粟津         | 2,4           |                               | Ōtsu         |
| OT05   | Kawaragahama          | 瓦ヶ浜       | 2,8           |                               | Ōtsu         |
| OT06   | Nakanosho             | 中ノ庄       | 3,3           |                               | Ōtsu         |
| OT07   | Zeze-hommachi         | 膳所本町     | 3,8           |                               | Ōtsu         |
| OT08   | Nishiki               | 錦           | 4,2           |                               | Ōtsu         |
| OT09   | Keihan-zeze           | 京阪膳所     | 4,7           | JR West : Biwako (à Zeze)     | Ōtsu         |
| OT10   | Ishiba                | 石場         | 5,5           |                               | Ōtsu         |
| OT11   | Shimanoseki           | 島ノ関       | 6,0           |                               | Ōtsu         |
| OT12   | Biwako-hamaotsu       | びわ湖浜大津 | 6,7           | Keihan : Keishin              | Ōtsu         |
| OT13   | Miidera               | 三井寺       | 7,2           |                               | Ōtsu         |
| OT14   | Otsu-shiyakusho-mae   | 大津市役所前 | 8,0           |                               | Ōtsu         |
| OT15   | Keihan-otsukyo        | 京阪大津京   | 7,5           | JR West : Kosei (à Ōtsukyō)   | Ōtsu         |
| OT16   | Omi-jingu-mae         | 近江神宮前   | 9,1           |                               | Ōtsu         |
| OT17   | Minami-shiga          | 南滋賀       | 10,0          |                               | Ōtsu         |
| OT18   | Shigasato             | 滋賀里       | 10,8          |                               | Ōtsu         |
| OT19   | Anoo                  | 穴太         | 12,3          |                               | Ōtsu         |
| OT20   | Matsunobamba          | 松ノ馬場     | 13,5          |                               | Ōtsu         |
| OT21   | Sakamoto-hieizanguchi | 坂本比叡山口 | 14,1          | Funiculaire Sakamoto          | Ōtsu         |